# Liste der Landeswasserstraßen in Niedersachsen
Die Liste der Landeswasserstraßen nennt alle Wasserstraßen, deren Last das Bundesland zu tragen hat.

## Zuständigkeit
Grundlage ist in der Regel das jeweilige Landeswassergesetz. Die Verwaltung obliegt dem Niedersächsischen Landesbetrieb für Wasserwirtschaft, Küsten- und Naturschutz.

## Strecken
| Wasserstraße               | von                     | bis                    | max. Abmessungen der Wasserfahrzeuge Länge/Breite/Tiefgang/Brückenhöhe (m) |
| -------------------------- | ----------------------- | ---------------------- | -------------------------------------------------------------------------- |
| Ems-Jade-Kanal             | Emden                   | Bootshafen Westerende  | 50 / 6,3 / 1,9 / 4,5                                                       |
| Ems-Jade-Kanal             | Bootshafen Westerende   | Aurich (inkl. Hafen)   | 33 / 6,2 / 1,7 / 4,5                                                       |
| Ems-Jade-Kanal             | Aurich (ohne Hafen)     | Schleuse Mariensiel    | 33 / 6,2 / 1,7 / 4,0                                                       |
| Verbindungskanal (Emden)   | Ems-Jade-Kanal          | Ems-Seitenkanal        | 67 / 8,4 / 1,7 / 2,8                                                       |
| Jümme                      | Leda                    | Dreyschloot            |                                                                            |
| Dreyschloot                | Leda                    | Jümme                  |                                                                            |
| Sagter Ems                 | Leda/Dreyschloot        | Elisabethfehnkanal     |                                                                            |
| Barßler Tief               | Jümme/Dreyschloot       | Soeste                 |                                                                            |
| Nordloher Tief             | Barßler Tief            | Nordloher Kanal        |                                                                            |
| Aper Tief                  | Schöpfwerk am Adler     | Jümme                  |                                                                            |
| Nordgeorgsfehnkanal        | Jümme                   | Schleuse I             | 21 / 5 / 1,4 / 1,2                                                         |
| Nordgeorgsfehnkanal        | Schleuse I              | Schleuse III           | 21 / 5 / 1,4 / 1,7                                                         |
| Nordgeorgsfehnkanal        | Schleuse III            | Wiesmoor Mullberg      | 25 / 5,25 / 1,4 / 1,5                                                      |
| Nordgeorgsfehnkanal        | Wiesmoor Mullberg       | Ems-Jade-Kanal         | 25 / 5,25 / 1,4 / 3,5                                                      |
| Haren-Rütenbrock-Kanal     | Dortmund-Ems-Kanal      | Stadskanaal            | 33 / 6 / 1,5 / 5,5                                                         |
| Ems-Vechte-Kanal           | Schleuse Hanekenfähr    | Rawe-Anleger           | 12 / 6,5 / unbestimmt / unbestimmt                                         |
| Schifffahrtsweg Elbe-Weser | Schleuse Otterndorf     | Bremerhaven            | 33,5 / 5 / 1,5 / 2,7                                                       |
| Oste                       | km 0,0 Wehr Bremervörde | km 69,36 Ostesperrwerk |                                                                            |